# Veta
Veta (cyr. Вета) – wieś w Serbii, w okręgu pirockim, w gminie Bela Palanka. W 2011 roku liczyła 89 mieszkańców.